# هيروديون

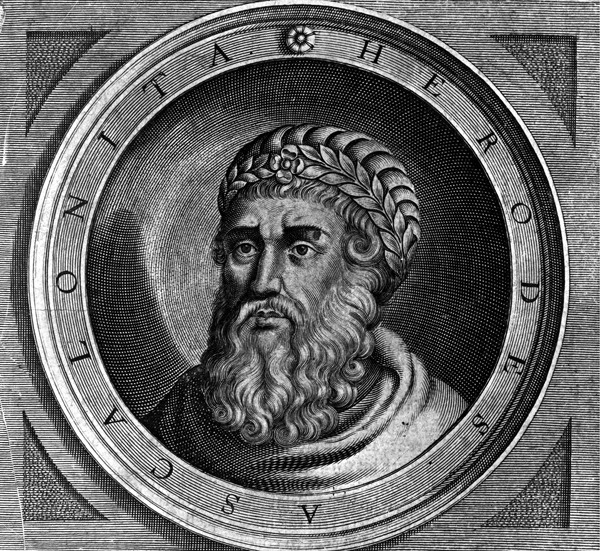

الهيروديون هم طائفة من اليهود الهلنستيين، ذُكروا في العهد الجديد في مناسبتين: الأولى في الجليل، وبعد ذلك في القدس كونهم معاديين ليسوع. يقترن اسمهم دائمًا باسم الفريسيين.
وفقا لكثير من المترجمين، فهم جنود هيرودس أنتيباس، ويعتقد آخرون بأن الهيروديين ربما كانوا حزبًا سياسيًا عامًا، ميزوا أنفسهم عن الحزبين التاريخيين العظيمين في اليهودية ما بعد السبي البابلي: الفريسيين والصدوقيين، ويتميزون بأنهم مخلصين لهيرودس الكبير. على عكس الفريسيين الذين سعوا لاستعادة مملكة داود، كان الهيروديون يرغبون في استعادة السلالة الهيرودية إلى عرش يهودا. حتى أنهم اعتبروا هيرودس نفسه المسيح.
يجادل روبرت أيزنمان بأن بولس الرسول كان عضوًا في عائلة هيرودس الكبير.